# Golungo Alto
Golungo Alto ist eine Kleinstadt (Vila) und ein Landkreis im Norden Angolas. Die Mahagoni-Baumart Khaya anthotheca wurde hier 1859 durch Friedrich Welwitsch erstmals beschrieben.

## Verwaltung
Golungo Alto ist Sitz eines gleichnamigen Kreises (Município) der Provinz Cuanza Norte. Das Kreisgebiet umfasst 1989 km² mit etwa 34.000 Einwohnern (Schätzungen 2014). Die Volkszählung 2014 soll fortan gesicherte Bevölkerungsdaten liefern.
Vier Gemeinden (Comunas) bilden den Kreis Golungo Alto:
- Cambondo
- Cerca
- Golungo Alto
- Kiluange (früher Quilombo Quiaputo)

## Verkehr
Golungo Alto war seit 1915 über eine 31 km Nebenstrecke an die Luandabahn angeschlossen, bis sie im Verlauf des Angolanischen Bürgerkriegs (1975–2002) stillgelegt wurde. Während die Luandabahn wieder in Stand gesetzt und 2010 in Betrieb genommen wurde, bleibt die Nebenstrecke nach Golungo Alto weiter stillgelegt.

## Söhne und Töchter der Stadt
- António de Assis Júnior (1877–1960), Journalist, Romancier und Anwalt
- Mário Pinto de Andrade (1928–1990), Politiker und Autor
- Pedro Francisco Miguel (* 1941), Philosoph, Autor und Hochschullehrer in Italien
- Rosária da Silva (1959–2022), Journalistin, Schriftstellerin und Dichterin
- Maurício Agostinho Camuto (* 1963), katholischer Geistlicher, Bischof von Caxito